# Wustermark
Die amtsfreie Gemeinde Wustermark liegt im brandenburgischen Landkreis Havelland.

## Geografie
Wustermark liegt etwa 30 km westlich des Zentrums von Berlin in der regional auch als „hohes Havelland“ oder „Auf der Heide“ bezeichneten Gegend, in unmittelbarer Nähe zum Regionalpark und Naturschutzgebiet Döberitzer Heide, einem ehemaligen Truppenübungsplatz, der im Jahr 2004 von der Heinz-Sielmann-Stiftung gekauft wurde.
Die Gemeinde liegt im geografischen Bereich der Nauener Platte. Insbesondere in den südlich von Wustermark gelegenen Ortsteilen Hoppenrade, Hoppenrade-Ausbau und Buchow-Karpzow finden sich markante langwellige, zum Teil auch steile Moränenerhebungen. Besonders der 62 m hohe Stellberg im Ortsteil Hoppenrade-Ausbau bietet einen guten Ausblick auf das Havelland bis in den Fläming.
Östlich Wustermarks befindet sich der Havelkanal, der sich in nord-südlicher Richtung erstreckt.

## Gemeindegliederung
Die Gemeinde Wustermark besteht aus fünf Ortsteilen, die ihrerseits überwiegend mehrere Dörfer, andere Siedlungen und Wohnplätze umfassen:
| - Buchow-Karpzow: - Buchow - Karpzow - Elstal: - Elstal (Eisenbahnersiedlung) - Olympisches Dorf | - Hoppenrade: - Hoppenrade (Dorf) - Hoppenrade-Ausbau - Priort | - Wustermark: - Dyrotz - Dyrotz-Luch - Wernitz - Niederhof - Wustermark (Kernort) |

## Geschichte
Ursprünglich durch slawische Besiedlung geprägt, wurde das Havelland im Zuge der sogenannten Ostkolonisation im 12./13. Jahrhundert durch Albrecht den Bären erobert, der auch in Wustermark – 1212 erstmals urkundlich erwähnt – eine Befestigung anlegen ließ.
Wustermark entwickelte sich zu einem Verkehrsknotenpunkt an den Handelswegen zwischen Berlin und Brandenburg. Daher hatte der Ort schon im 17. Jahrhundert eine Poststation und erhielt 1871 mit dem Bahnhof Wustermark einen der ersten Haltepunkte der Eisenbahnstrecke Berlin–Lehrte. 1909 eröffnete östlich des Ortes im heutigen Ortsteil Elstal der Verschiebebahnhof Wustermark, der lange Jahre einer der wichtigsten Güterverkehrsknoten im Berliner Raum war.
Die heutige Gemeinde wurde im Zuge der Gemeindereform 2003 aus den vorher eigenständigen Gemeinden Buchow-Karpzow, Elstal, Hoppenrade, Priort und Wustermark des Amtes Wustermark gebildet.
Eingemeindungen
Dyrotz gehört seit dem 1. Januar 1958 zur Gemeinde Wustermark. Wernitz wurde am 27. September 1998 eingegliedert. Am 31. Dezember 2002 kamen Buchow-Karpzow, Elstal, Hoppenrade und Priort hinzu.

## Bevölkerungsentwicklung
| Jahr | Einwohner |
| ---- | --------- |
| 1875 | 0 653     |
| 1890 | 0 816     |
| 1910 | 0 822     |
| 1925 | 0 861     |
| 1933 | 0 880     |
| 1939 | 1 038     |

| Jahr | Einwohner |
| ---- | --------- |
| 1946 | 1 340     |
| 1950 | 1 446     |
| 1964 | 1 831     |
| 1971 | 1 772     |
| 1981 | 1 500     |
| 1985 | 1 498     |

| Jahr | Einwohner |
| ---- | --------- |
| 1990 | 1 365     |
| 1995 | 1 344     |
| 2000 | 2 611     |
| 2005 | 7 599     |
| 2010 | 7 878     |
| 2015 | 8 683     |

| Jahr | Einwohner |
| ---- | --------- |
| 2020 | 09 928    |
| 2021 | 10 401    |
| 2022 | 10 754    |
| 2023 | 11 043    |
| 2024 | 11 024    |

Gebietsstand des jeweiligen Jahres, Einwohnerzahl: Stand 31. Dezember (ab 1991), ab 2011 auf Basis des Zensus 2011, ab 2022 auf Basis des Zensus 2022
Die Zunahme der Einwohnerzahl 2005 ist auf die Eingliederung mehrerer Gemeinden im Jahr 2002 zurückzuführen.

## Religion
- Evangelische Kirchengemeinde Wustermark
- Evangelisch-Freikirchliche Gemeinde (Baptisten) auf dem Gelände des Bildungszentrums Elstal

## Politik

### Gemeindevertretung
Die Gemeindevertretung von Wustermark besteht entsprechend der Einwohnerzahl der Gemeinde seit 2024 aus 22 Gemeindevertretern und dem hauptamtlichen Bürgermeister. Die Kommunalwahl am 9. Juni 2024 führte bei einer Wahlbeteiligung von 60,7 % zu folgendem Ergebnis:
| Partei / Wählergruppe                 | Stimmenanteil 2019 | Sitze 2019 |        | Stimmenanteil 2024 | Sitze 2024 |
| ------------------------------------- | ------------------ | ---------- | ------ | ------------------ | ---------- |
| CDU                                   | 19,1 %             | 3          | 24,1 % | 5                  |            |
| AfD                                   | –                  | –          | 19,2 % | 1                  |            |
| Wustermarker WählerGemeinschaft (WWG) | 27,2 %             | 5          | 18,2 % | 4                  |            |
| SPD                                   | 15,7 %             | 3          | 17,0 % | 4                  |            |
| Bündnis 90/Die Grünen                 | 13,6 %             | 3          | 08,9 % | 2                  |            |
| Die Linke                             | 24,5 %             | 4          | 07,9 % | 2                  |            |
| FDP                                   | –                  | –          | 03,0 % | 1                  |            |
| Einzelbewerberin Anja Kunzmann        | –                  | –          | 01,6 % | –                  |            |
| Insgesamt                             | 100 %              | 18         | 100 %  | 19                 |            |

Bei der Wahl 2024 entfielen auf die AfD vier Sitze, von denen drei unbesetzt bleiben, weil die Partei nur einen Kandidaten nominiert hatte.
Vorsitzender der Gemeindevertretung ist Enrico Lindhorst (CDU).

### Bürgermeister
- 2002–2010: Bernd Drees (SPD)[14]
- seit 1. Mai 2010: Holger Schreiber (parteilos)[15]

Schreiber wurde in der Bürgermeisterwahl am 25. Februar 2018 mit 52,0 % der gültigen Stimmen in seinem Amt bestätigt. Seine Amtszeit beträgt acht Jahre.

### Gremien der Gemeinde Wustermark

#### Ortsbeiräte
Die fünf Ortsteile Buchow-Karpzow, Elstal, Hoppenrade, Priort und Wustermark werden jeweils durch einen Ortsbeirat vertreten.

#### Ausschüsse
Die Gemeinde Wustermark verfügt über vier Fachausschüsse: den Ausschuss für Gemeindeentwicklung und Umwelt, den Ausschuss für Bildung und Soziales, den Ausschuss für Bauen und Wirtschaft sowie den Haushalts- und Finanzausschuss.
Ergänzend zu den Fachausschüssen gibt es den Hauptausschuss, der unter anderem die Themen für die Gemeindevertretung vorbereitet.

### Beiräte
Die Gemeindevertretung begleiten zwei gewählte Beiräte, die verschiedene Interessensgruppen der Gemeinde vertreten: der Seniorenbeirat und der Inklusionsbeirat.

### Wappen
| Wappen von Wustermark | Blasonierung: „Innerhalb eines von Silber und Rot zehnfach gestückten Bordes in Grün unter einem flachen goldenen Doppelsturzsparren fünf (3:2) ineinander verschlungene goldene Ringe.“ |
| Wappen von Wustermark | Das Wappen wurde vom Erfurter Heraldiker Frank Diemar gestaltet und am 30. November 2005 durch das Ministerium des Innern genehmigt.                                                     |

### Flagge
Die Flagge ist Grün – Gelb – Grün (1:4:1) gestreift und mittig mit dem Gemeindewappen belegt.

### Dienstsiegel
Das Dienstsiegel zeigt das Wappen der Gemeinde mit der Umschrift: „GEMEINDE WUSTERMARK • LANDKREIS HAVELLAND“.

## Sehenswürdigkeiten und Kultur

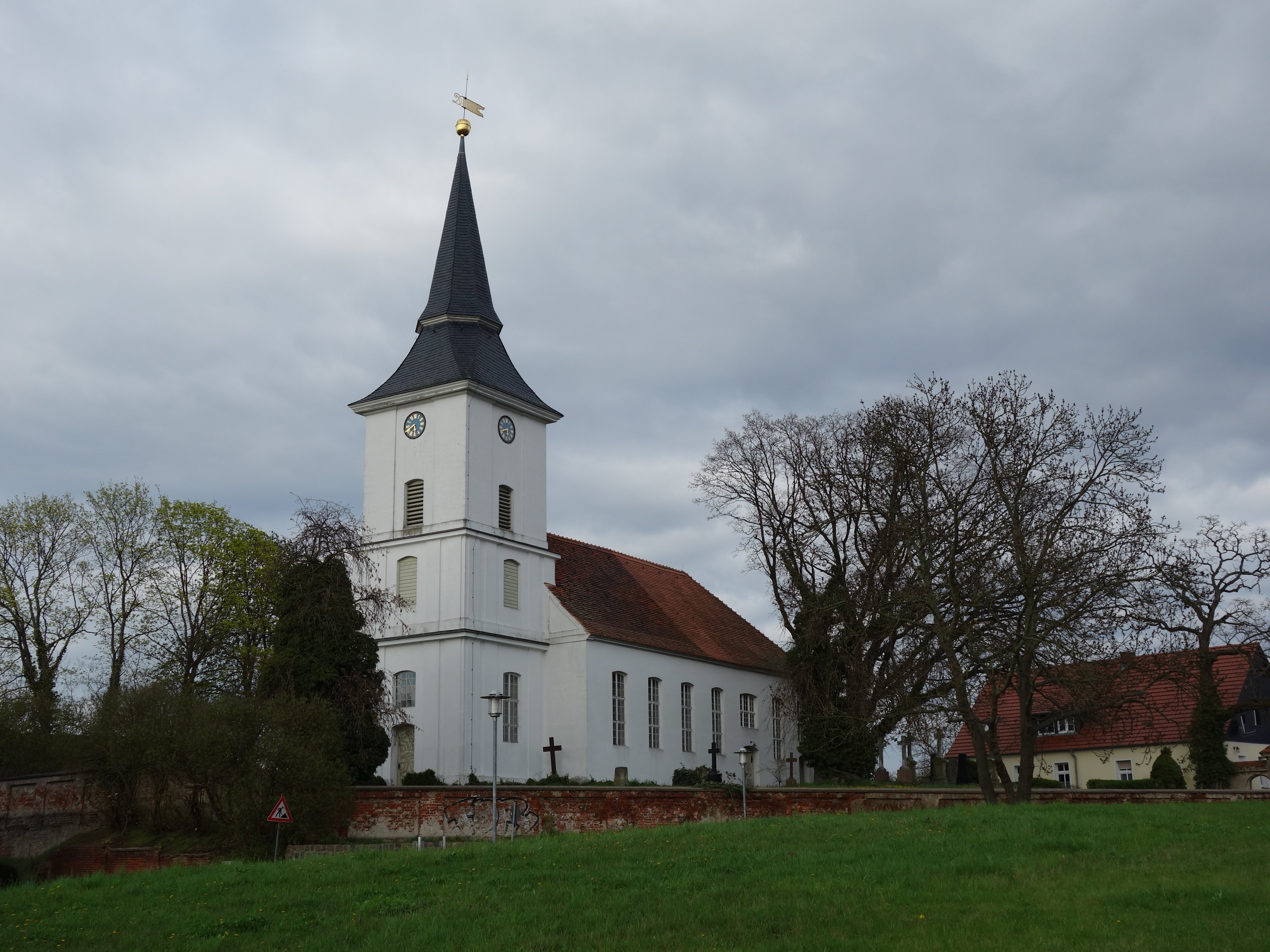
Dorfkirche Dyrotz

### Bauwerke
In der Liste der Baudenkmale in Wustermark stehen die in der Denkmalliste des Landes Brandenburg eingetragenen Baudenkmale.
- Die Dorfkirche Dyrotz ist eine barocke Saalkirche aus dem Jahr 1737, die auf einem älteren Kern errichtet wurde. Im Innern befinden sich unter anderem ein Kanzelaltar aus dem Jahr 1752 sowie ein Taufengel aus der Zeit um 1750.

### Olympisches Dorf für die Sommerspiele 1936

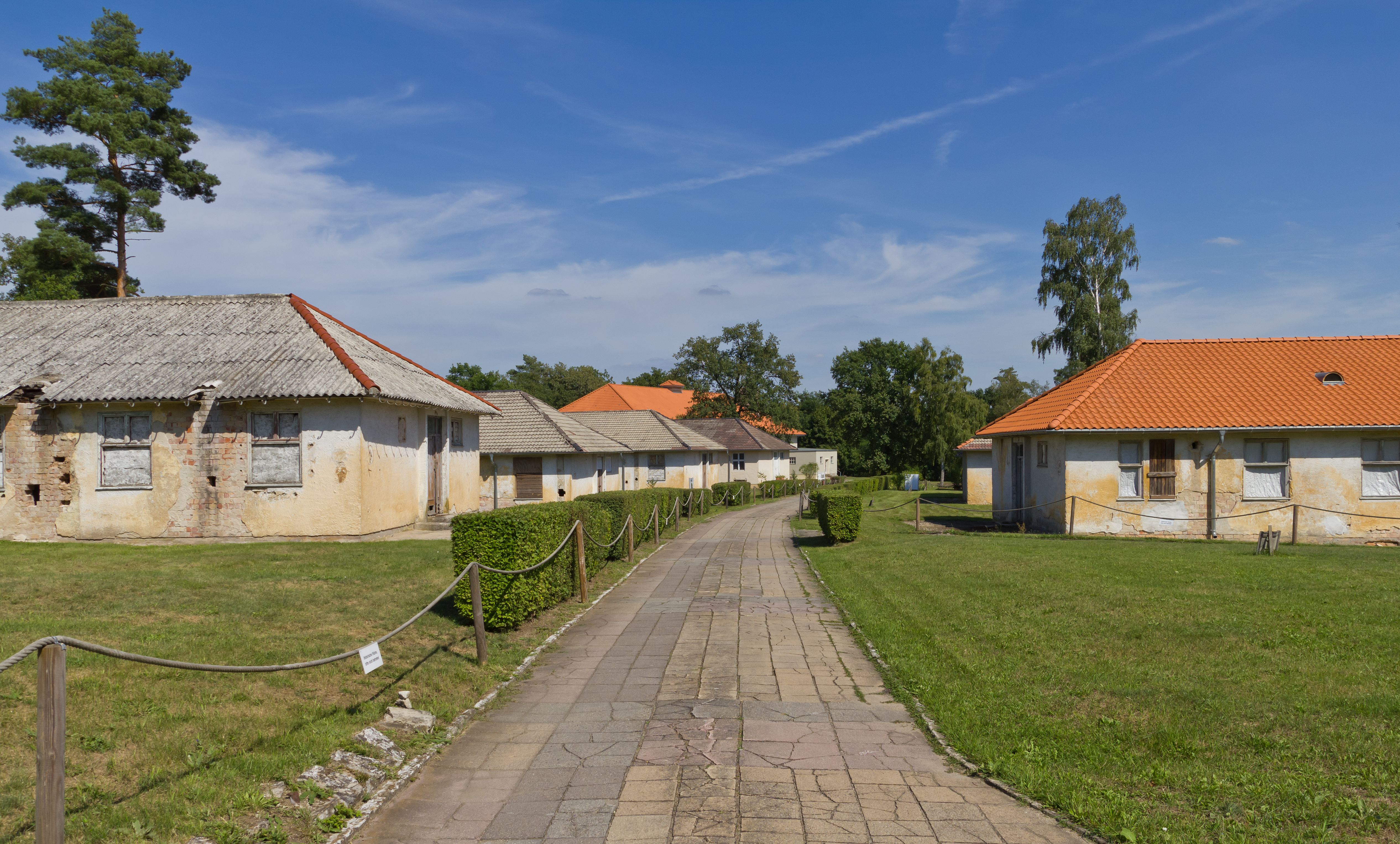
Olympisches Dorf (2013)

Im Nachbarort Dallgow errichtete man von 1934 bis 1936 das olympische Dorf, welches heute zu großen Teilen nur noch als Ruine erhalten ist und im Zuge der Gebietsreform in den 1990er Jahren, unter dem Protest der Dallgower Gemeindevertretung, der Nachbargemeinde Elstal zugeschlagen wurde. Elstal wurde im Jahre 2002 nach Wustermark eingemeindet, seitdem liegt auch das olympische Dorf auf Wustermarker Gebiet. Wustermark führt nun die olympischen Ringe im Wappen. Das Gelände mit allen Liegenschaften ist Eigentum der DKB-Stiftung für gesellschaftliches Engagement, die sich sowohl um den Erhalt als auch um eine mögliche zeitgemäße Nutzung bemüht. In den letzten Jahren wurde unter anderem das Haus, in dem Jesse Owens während der Spiele wohnte, rekonstruiert.
Das olympische Dorf bestand aus einem Empfangsgebäude, etwa 140 Wohnbauten, einem großen Speisehaus, dem Hindenburghaus, dem Kommandantenhaus, einer Sporthalle, einer Schwimmhalle, einer Sauna sowie einem Ärzte- und Krankenhaus. Weiterhin verfügte es über ein eigenes Wasserwerk, ein Heizkraftwerk mit angegliederter Wäscherei und eine eigene Kläranlage. Das „Speisehaus der Nationen“ bestand aus 38 Speisesälen auf drei Etagen, die jeweils einer Nation zur Einnahme des Essens und zur Geselligkeit dienten. Im Hindenburghaus gab es Sport- und Übungssäle und ein reichhaltiges Angebot an Unterhaltungsveranstaltungen: Theater- und Filmvorführungen sowie die ersten Direktübertragungen ausgewählter Wettkämpfe im damals noch experimentellen Fernsehen.
Die größten noch erhaltenen Gebäude auf dem Gelände sind das Speisehaus der Nationen (Verpflegungs- und Gemeinschaftshaus), die ehemalige Schwimmhalle und einige Mannschaftsunterkünfte. Die Turnhalle befindet sich in gutem Zustand. Bei den Olympischen Spielen 1936 wurde der moderne Fünfkampf mit Reiten auf dem benachbarten Truppenübungsplatz Döberitz eröffnet. Auch das 100-km-Radrennen um den Truppenübungsplatz und die Military-Reiterkämpfe wurden im Gelände der Döberitzer Heide ausgetragen. Direkt nach Beendigung der Olympischen Sommerspiele wurde das Gelände zur weiteren Nutzung an die Wehrmacht übergeben, die ohnehin schon als Bauherr fungiert hatte. Dabei wurde beispielsweise das von Werner March entworfene, elliptisch geformte Speisehaus der Nationen zu einem Lazarett mit angegliedertem Luftkurbetrieb umgestaltet.

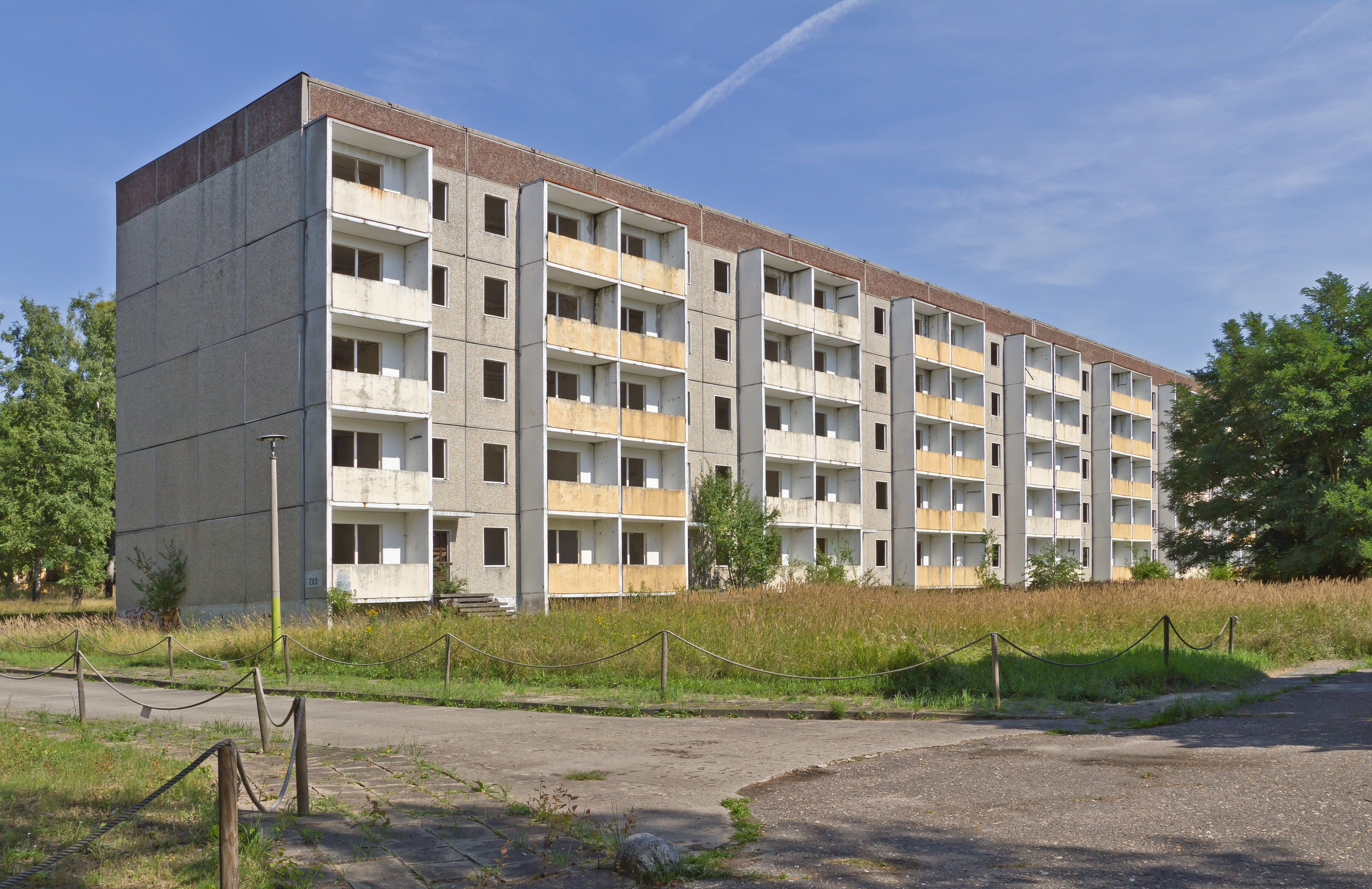
Verlassenes Wohngebäude der Sowjetarmee im Olympischen Dorf (2013)

Nach 1945 übernahm die Rote Armee das Gelände und führte weitreichende Umstrukturierungen durch. Unter anderem wurden die ehemaligen Sportlerhäuser mit seitlichen Außenkaminen versehen, da die originale Fernheizung offensichtlich nicht instand zu setzen war. Weiterhin wurden zahlreiche Sichtachsen des natürlich gestalteten Geländes, welches sich um eine zentrale Dorfaue und einen (inzwischen weitgehend verlandeten) Waldsee gruppiert, von Plattenbauten verstellt, in welche die in den Sportlerhäusern untergebrachten Soldaten umzogen. Die verlassenen Gebäude wurden entweder zugemauert oder abgerissen.
Trotz aller Bemühungen, zumindest den aktuellen Bestand an Gebäuden zu sichern, fielen in den letzten Jahren sowohl der Dachstuhl des Schwimmbades als auch das Blockhaus der am Waldsee gelegenen finnischen Sauna – der ersten in Deutschland errichteten – Brandstiftungen Jugendlicher zum Opfer. Vom Pfahlbau des Blockhauses blieb nur noch das Fundament; das Schwimmbad überlebte zwar, ist jedoch auf Grund der eingetretenen Schäden baupolizeilich gesperrt.
Das Gelände des olympischen Dorfes steht inzwischen unter Denkmalschutz und ist vom 1. April bis zum 31. Oktober für Besucher geöffnet. Führungen, die auch die Besichtigung ausgewählter Gebäude einschließen, finden an den Wochenenden und nach Vereinbarung statt. Besondere Erwähnung verdient das alljährliche sporthistorische Treffen, das jedes Jahr am Vorabend der Eröffnung des ISTAF (Internationales Stadionfest im Berliner Olympiastadion) auf dem Gelände stattfindet und – neben tausenden Besuchern – zahlreiche prominente Sportler aus Vergangenheit und Gegenwart anzieht.

### Geschichtsdenkmale
Gedenkstein am Ernst-Walter-Weg/Ecke Rudi-Nowack-Straße im Ortsteil Elstal für die ermordeten Antifaschisten, nach denen die genannten Straßen ihre Namen tragen. Nowacks Vater war vor 1933 Bürgermeister in Elstal. Ernst Walter (* 1893) wurde am 15. Mai 1933 im KZ-Außenlager Meisnershof des KZ Oranienburg umgebracht.

### Oncken-Archiv
In Wustermark-Elstal befindet sich das Zentrale Oncken-Archiv des Bundes Evangelisch-Freikirchlicher Gemeinden mit Sammlungen unter anderem zur Geschichte des deutschen Baptismus, der evangelisch-freikirchlichen Brüderbewegung und des Puritanismus. Im Oncken-Archiv wird auch der schriftliche Nachlass des Soziologen und Erfinders der Planungszelle Peter Dienel aufbewahrt.

## Wirtschaft und Infrastruktur
Die verkehrsgünstige Lage der Gemeinde Wustermark im so genannten Speckgürtel Berlins prägt die aktuelle Gewerbestruktur. Überregional bekannt ist Wustermark für sein Factory-Outlet-Center B5 Designer Outlet Center Berlin-Brandenburg.
Für die Versorgung Berlins aus dem Westen und des westlichen Brandenburgs ist das Güterverkehrszentrum Berlin-West Wustermark (GVZ) entstanden. Wesentlicher Partner für den Bahnbetrieb des GVZ ist der Rangierbahnhof Wustermark, im Ortsteil Elstal an der Schnellfahrstrecke Berlin-Hannover gelegen, welcher seit 2008 vom Rail & Logistik Center Wustermark betrieben wird.

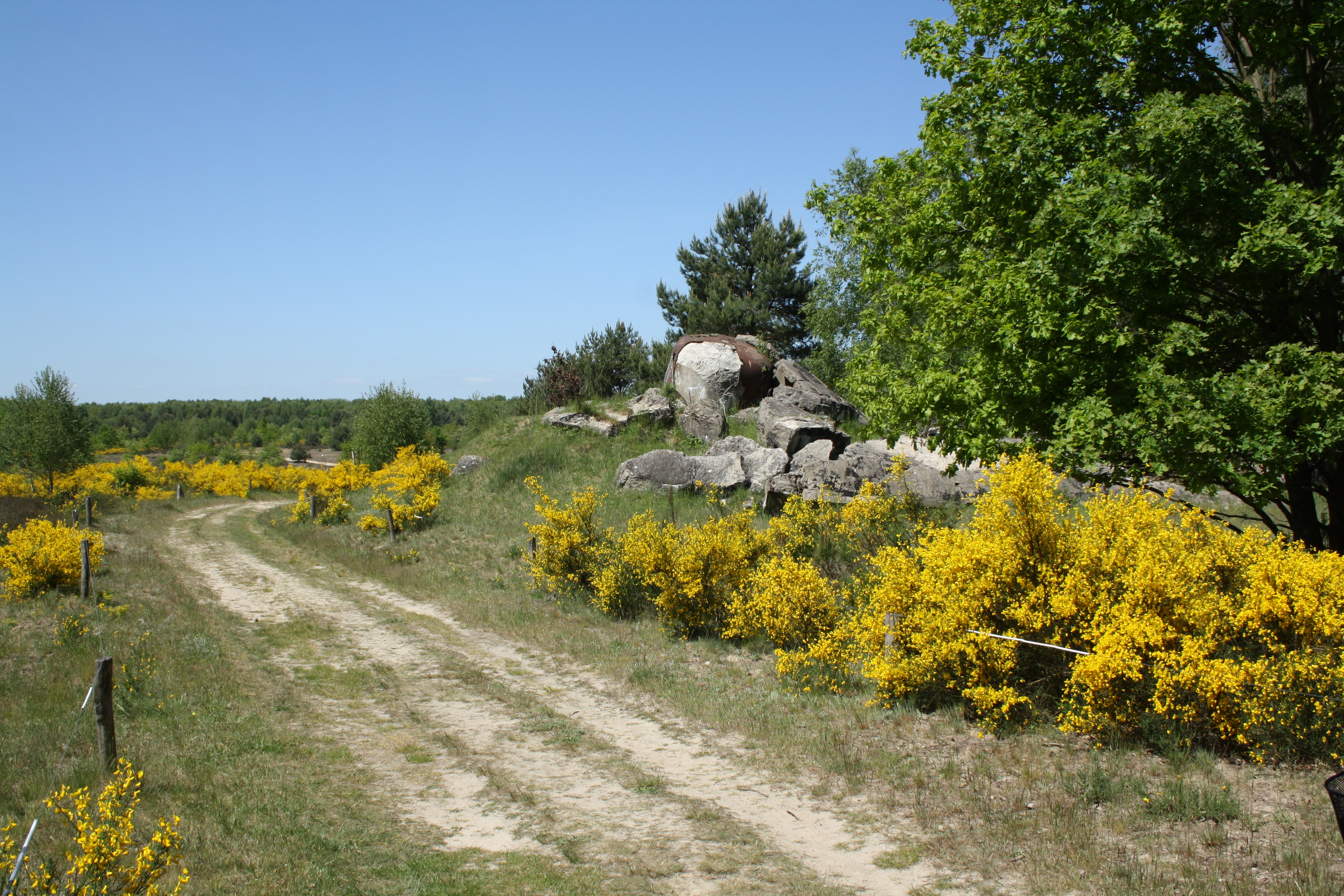
Döberitzer Heide

Für den Neubau des Binnenhafens im Ortsteil Wustermark (GVZ) wurde im Juni 2007 der Grundstein gelegt. Die Fertigstellung erfolgte im Jahre 2008, sie hatte rund 15 Millionen Euro gekostet. Den Hauptanteil in Höhe von 12,4 Millionen finanzierte das Land Brandenburg.
Die Handelskette Netto betreibt in Wustermark ein Logistikzentrum.
Die Heinz Sielmann Stiftung bewirtschaftet den ehemals militärisch genutzten Bereich der Döberitzer Heide, einen ehemaligen Truppenübungsplatz und ein Naturschutzgebiet nahe Berlin und Potsdam. Sie überführt die Döberitzer Heide schrittweise in ein wildnisähnliches Naherholungsgebiet.
Wustermark ist Sitz der Deutschen Gesellschaft für Sterilgutversorgung.

### Verkehr

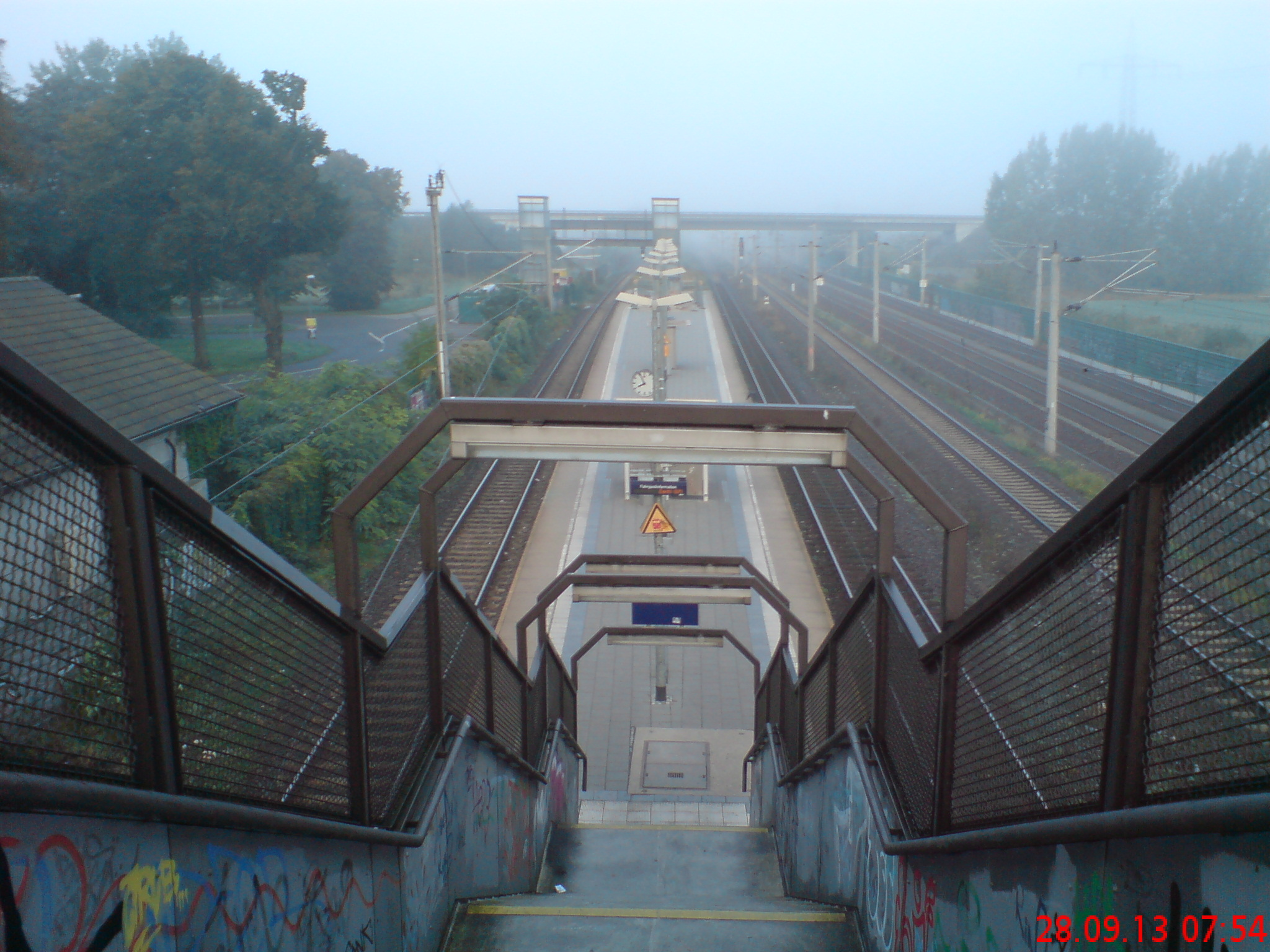
Bahnhof Wustermark

Wustermark liegt an der Bundesstraße 5 zwischen Nauen und der Berliner Stadtgrenze (Bezirk Spandau) und an der Landesstraße L 204 nach Uetz-Paaren. Die Autobahn A 10 (westlicher Berliner Ring) mit der Anschlussstelle Berlin-Spandau führt über das Gemeindegebiet.
Wustermark liegt an der Berlin-Lehrter Eisenbahn, an der Schnellfahrstrecke Hannover–Berlin sowie am Berliner Außenring (Kreuz Wustermark). Der Bahnhof Wustermark wird von der Regional-Express-Linie RE 4 Rathenow–Berlin–Falkenberg und der Regionalbahn-Linie RB 21 Berlin Gesundbrunnen–Wustermark–Potsdam bedient.
Der öffentliche Personennahverkehr wird unter anderem durch den PlusBus des Verkehrsverbund Berlin-Brandenburg erbracht. Folgende Verbindung führt, betrieben von der Havelbus, durch Wustermark:
- Linie 663: Nauen ↔ Wustermark ↔ Elstal ↔ Dallgow-Döberitz

### Bildung
- Grundschule „Otto Lilienthal“ Wustermark
- Heinz-Sielmann-Oberschule Elstal
- Theologische Hochschule Elstal und kirchliches Bildungszentrum sowie zentrale Geschäftsstelle des Bundes Evangelisch-Freikirchlicher Gemeinden in Deutschland (Baptisten- und Brüdergemeinden) beim ehemaligen olympischen Dorf Wustermark-Elstal.

## Persönlichkeiten
- Ernst Christoph Bindemann (1766–1845), Lyriker und Übersetzer, geboren in Wustermark
- August von Hobe (1791–1867), von 1817 bis 1865 Gutsherr auf Dyrotz
- Friedrich Dominik (1829–1891), Militär-Tierarzt, königlich preußischer Corps-Roßarzt, Begründer der Militär-Lehrschmiede zu Berlin, geboren in Dyrotz
- Karl von Bredow-Buchow-Carpzow (1832–1904), Domherr von Brandenburg, Gutsbesitzer von Buchow-Karpzow
- Carl Gunther Schweitzer (1889–1965), Theologe, Superintendent in Wustermark
- Volker Spangenberg (* 1955), Theologe, Rektor der Theologischen Hochschule Elstal
- Jutta Lau (* 1955), Olympiasiegerin und Weltmeisterin im Rudern, geboren in Wustermark
- Melanie Göldner (* 1996), Vizeeuropameisterin im Rudern, aufgewachsen in Wustermark